# Protosticta anamalaica
Protosticta anamalaica — вид бабок родини Platystictidae. Описаний у 2022 році.

## Назва
Видова назва anamalaica вказує на типове місцезнаходження виду — гірський масив Анаймалай.

## Поширення
Ендемік Індії. Поширений в горах Західні Гати. Живе в напіввічнозелених лісах на висоті 950 метрів.

## Опис
Бабка має кілька блідо-жовтих смуг на черевці та темно-коричневу птеростигму.